# Republiken Taiwan
För den kortlivade staten 1895, se Republiken Taiwan (1895).
Republiken Taiwan (traditionell kinesiska: 台灣共和國; förenklad kinesiska: 台湾共和国; Hanyu pinyin: Táiwan Gònghégúo) är en fiktiv, eventuell framtida statsbildning med huvudstad i Taipei på ön Taiwan i Östkinesiska havet, utan landanspråk på Fastlandskina.